# Piccolo Donario
Il cosiddetto Piccolo Donario pergameno o Piccolo Donario attalide è un monumento fatto erigere dal re Attalo su basamenti allineati lungo il muro meridionale dell'Acropoli di Atene, costituito da quattro gruppi scultorei che rappresentano le guerre contro i Giganti, le Amazzoni, i Galati e i Persiani. Gli scavi archeologici sull'Acropoli ne hanno portato alla luce le quattro lunghe basi, ma gli originali sono perduti. Oltre alle copie romane, ne resta la descrizione di Pausania, il quale tuttavia non specifica se l'autore della dedica sia Attalo I o Attalo II, e ciò comporta notevoli difficoltà nella datazione.

## Storia
Sull'Acropoli di Atene, "sacrario della celebrazione della vittoria sui barbari per eccellenza", "tra i dinasti ellenistici gli Attalidi lasciarono l'impronta più determinante con la creazione del Piccolo Donario a marcare, a sud, la fronte orientale del Partenone".
In questo modo, infatti, veniva marcato uno spazio "significativo dal punto di vista ideologico, al termine della via processionale, in corrispondenza dell'angolo nord-orientale del tempio. E proprio in quest'area lungo il muro meridionale un Attalide, identificato ora con Attalo I (ca. 200 a.C.), ora con Attalo II (ca. 150 a.C.), fece collocare quattro celeberrimi gruppi bronzei di piccolo formato (il cd. Piccolo Donario) raffiguranti una Gigantomachia, un'Amazzonomachia, una battaglia tra Greci e Persiani (Maratona) ed una Galatomachia. Bene si giustifica la presenza di tale donario, visibile anche dal basso, se solo si riflette sul ruolo di difensori della grecità che, in quegli anni, i dinasti pergameni si accreditarono forti della vittoria da loro conseguita contro i barbari Galati nel 238 a.C.".
"Pausania non precisa a quale Attalo si deve questo ingombrante regalo: se ad Attalo I, che fece fare sicuramente a Pergamo il primo donario gallico, o Attalo II, quello che regalò ad Atene la stoà oggi ricostruita sul lato est dell'Agorà. Il problema non è di secondaria importanza, perché in base alla risposta la datazione di questo donario varia, e di molto: alla fine del III secolo a.C., quando Attalo I strinse ad Atene i suoi rapporti con Roma, in occasione della sollevazione delle città greche contro il re di Macedonia Filippo II; o dopo il 159 a.C., quando Attalo II salì al trono".
Del Piccolo Donario attalide "si è di recente ritrovata la collocazione dei basamenti a ridosso del parapetto e non direttamente sul muro sud dell'Acropoli (Stewart 2004; M. Korres, in Stewart 2004)"; esso "sorgeva su basamenti allineati lungo il muro sud, dal centro del lato del tempio fino all'angolo sud-est delle fortificazioni, ed era visibile dal basso, vale a dire da quel versante dell'Acropoli che anche la Stoà di Eumene contribuiva a guadagnare alla celebrazione attalide. Con il Donario si creò, di fronte al Partenone, un vasto spazio triangolare, tutto volto alla celebrazione della dinastia attalide, come alleata di Atene e sua continuatrice - nel ruolo di baluardo della Grecità contro la barbarie: il lato ovest del triangolo era definito dalla facciata orientale del tempio, con la Gigantomachia raffigurata nelle sue metope, il lato sud era dominato dai gruppi dedicati da Attalo, quello est era infine generato da una linea che, materializzata dall'andamento obliquo del santuario di Pandion, univa il termine orientale del Donario al grande pilastro attalide presso il Partenone.
Plutarco narra che "alla vigilia della battaglia di Azio il Dioniso della Gigantomachia cadde nel teatro a causa di una tempesta".

## Descrizione
Pausania descrive l'altezza delle statue pari a due cubiti, "attestandosi dunque su proporzioni ben inferiori rispetto al vero", cioè a "due terzi del naturale, ed è per questo motivo che un monumento lungo quasi 50 m prese curiosamente il nome moderno di Piccolo Donario". Infatti tale "caratteristica è all'origine dell'espressione Piccolo Donario a designare il monumento ateniese, in opposizione alla denominazione Grande Donario attribuita ai gruppi, opera di Epigono, che Attalo I dedicò nel santuario di Atena a Pergamo. La peculiare altezza dei personaggi, pari a circa 1,20 m, può essere verosimilmente spiegata con la ricerca di un legame forte con le metope del Partenone, di uguali dimensioni: il programma attalide si poneva così in continuità, anche visivamente, con la sempre viva opera di propaganda dell'Atene di età classica, di analogo soggetto".
Inoltre le quattro lunghe basi del monumento sono state ritrovate "a ridosso del parapetto e non direttamente sul muro sud dell'Acropoli (Stewart 2004; M. Korres, in Stewart 2004)": "un'ampia piattaforma che correva immediatamente all'interno del parapetto, originandosi in corrispondenza del centro del lato sud del Partenone, costituiva la base d'appoggio del complesso con i suoi basamenti; ritenuta parte di un progetto di fase periclea, essa materializzava quel collegamento con l'Atene di epoca classica ricercato anche attraverso la meditata scelta dei soggetti del donario.

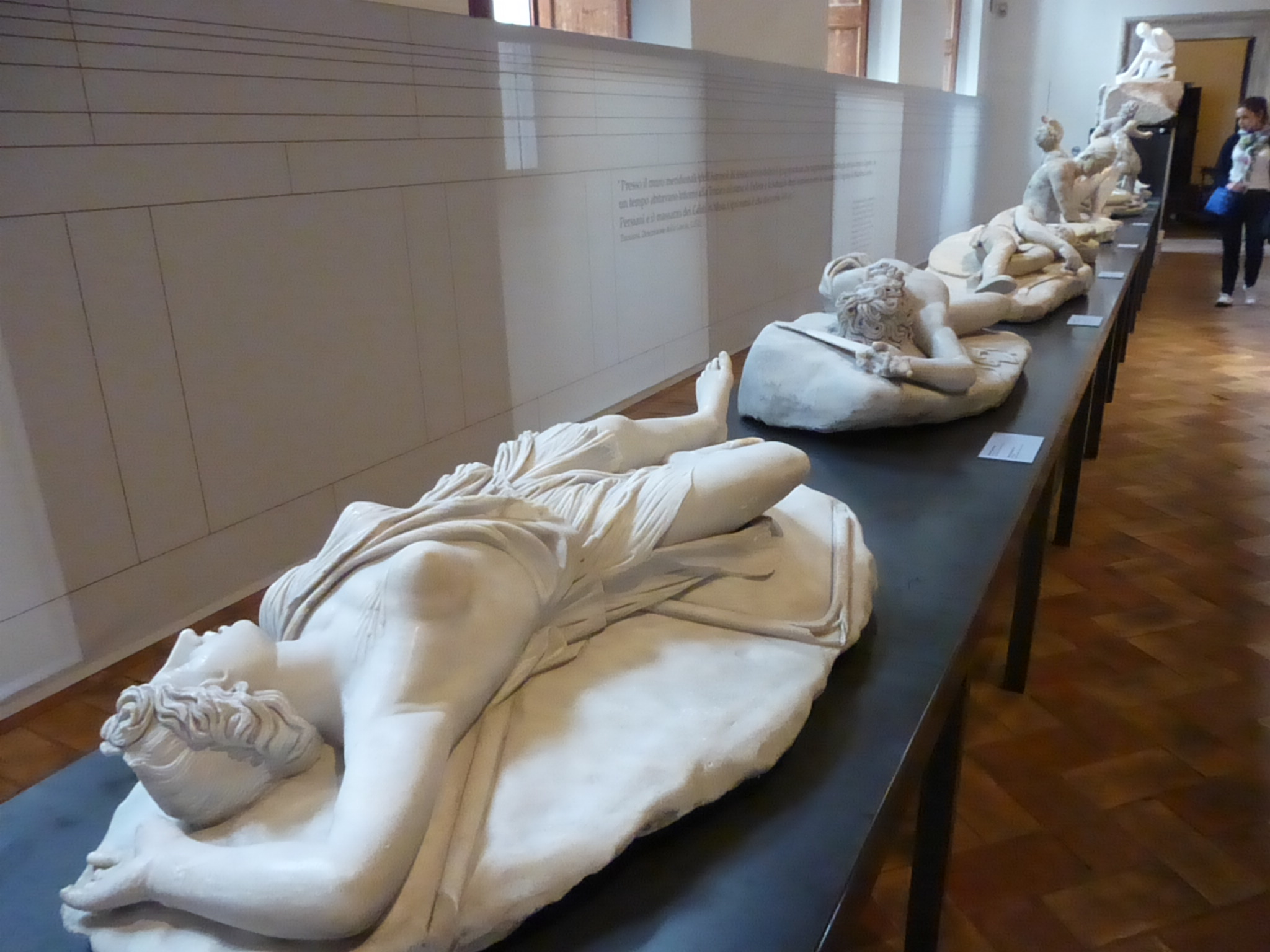
Piccolo Donario pergameno, copie romane esposte alla mostra "La gloria dei vinti. Pergamo, Atene, Roma" 18 aprile-4 settembre 2014 - Roma, Museo Nazionale Romano in Palazzo Altemps

In base alle ricostruzioni, il gruppo doveva comprendere probabilmente più di 56 statue. "Nel corso degli anni Novanta, M. Korres ha identificato una serie di blocchi rinvenuti sull'Acropoli e nelle immediate adiacenze come relativi a quattro basamenti costituenti il sostegno dei gruppi del donario: la felice novità ha offerto importanti spunti di riflessione relativamente alla composizione dei gruppi e alla distribuzione delle figure al loro interno. Quei blocchi che includono porzioni del piano di posa delle sculture recano infatti una serie di impronte, la cui lettura combinata conferma la disposizione aperta e sostanzialmente paratattica della composizione e, soprattutto, sembra dimostrare - contrariamente a quanto finora sostenuto - la presenza, accanto ai vinti, dei vincitori. Attraverso una serie di calcoli basati sulle dimensioni dei blocchi, è possibile conoscere approssimativamente la lunghezza di un basamento e, di conseguenza, stimare lo spazio occupato dall'intero donario lungo il muro sud in 420 piedi, pari a circa 124 m".
"Il non comune valore dimensionale, unito alla relativamente agevole identificabilità dei soggetti, ha consentito l'individuazione, in musei e collezioni private, di una serie di sculture - almeno dieci - che testimoniano una notevole attività copistica romana sugli originali ellenistici. Il riconoscimento - mai confermato da analisi chimico-fisiche - di una bipartizione dei marmi costituenti le copie in un gruppo attico e un gruppo asiatico ha fatto a più riprese supporre l'esistenza di due versioni del donario: quella ateniese, menzionata da Pausania, sarebbe allora il duplicato di un modello pergameno".
"Grazie al soggetto e alle particolari dimensioni, infatti, alcune delle sculture sono state riconosciute da tempo in una serie di copie romane tutte rappresentanti caduti, conservate oggi in vari musei, dal Louvre agli Uffizi a Venezia, tutte provenienti da Roma. Il gruppo doveva però presentare non solo vinti, ma anche vincitori; perciò a un nucleo tradizionale di dieci statue ne sono state accostate di volta in volta molte altre, tutte caratterizzate dalle ridotte dimensioni. Restano aperti molti problemi, non solo sull'esatta composizione. Il più grave e dibattuto è forse quello della datazione".
"Nella vaghezza del riferimento di Pausania ad un Attalo come donatore del monumento risiede l'origine della secolare e ancora aperta querelle che oppone i sostenitori della cronologia alta, che vedono in Attalo I l'autore della dedica (200 a.C. ca.), ai fautori di una datazione bassa, che propendono per Attalo II (150 a.C. ca.). I primi si basano su motivazioni storiche, cioè "per il peso che il re Attalo cominciò allora ad avere ad Atene": ossia "rimarcano principalmente la perfetta compatibilità dell'atto della donazione e dei suoi soggetti con il contesto storico che caratterizza gli anni intorno al 200 a.C; funestati dall'invasione dell'Attica da parte di Filippo II di Macedonia, nuovo barbaro".
I sostenitori della cronologia bassa, "basandosi soprattutto su criteri di tipo stilistico, ribadiscono come il Donario ateniese debba necessariamente presupporre le innovazioni introdotte dagli scultori del Grande Altare di Pergamo". "Il gruppo appare infatti una serie di citazioni di motivi delle varie fasi della produzione pergamena, dal grande Donario gallico (ad esempio i caduti che cercano disperatamente di rialzarsi) al grande fregio dell'altare, come la testa del gigante morto. In questo caso, ovviamente, il gruppo va datato a dopo il monumento più recente tra quelli citati, che sembra essere il grande altare. Non si tratterebbe dunque di un precursore della grande generazione del Barocco pergameno che porta poi al grande fregio dell'ara, ma di uno dei primi segnali del grande impatto che questo colossale monumento avrà nell'arte della generazione immediatamente successiva".